# Auto Safari Chapín
Koordinaten: 14° 6′ 0,2″ N, 90° 21′ 44,9″ W

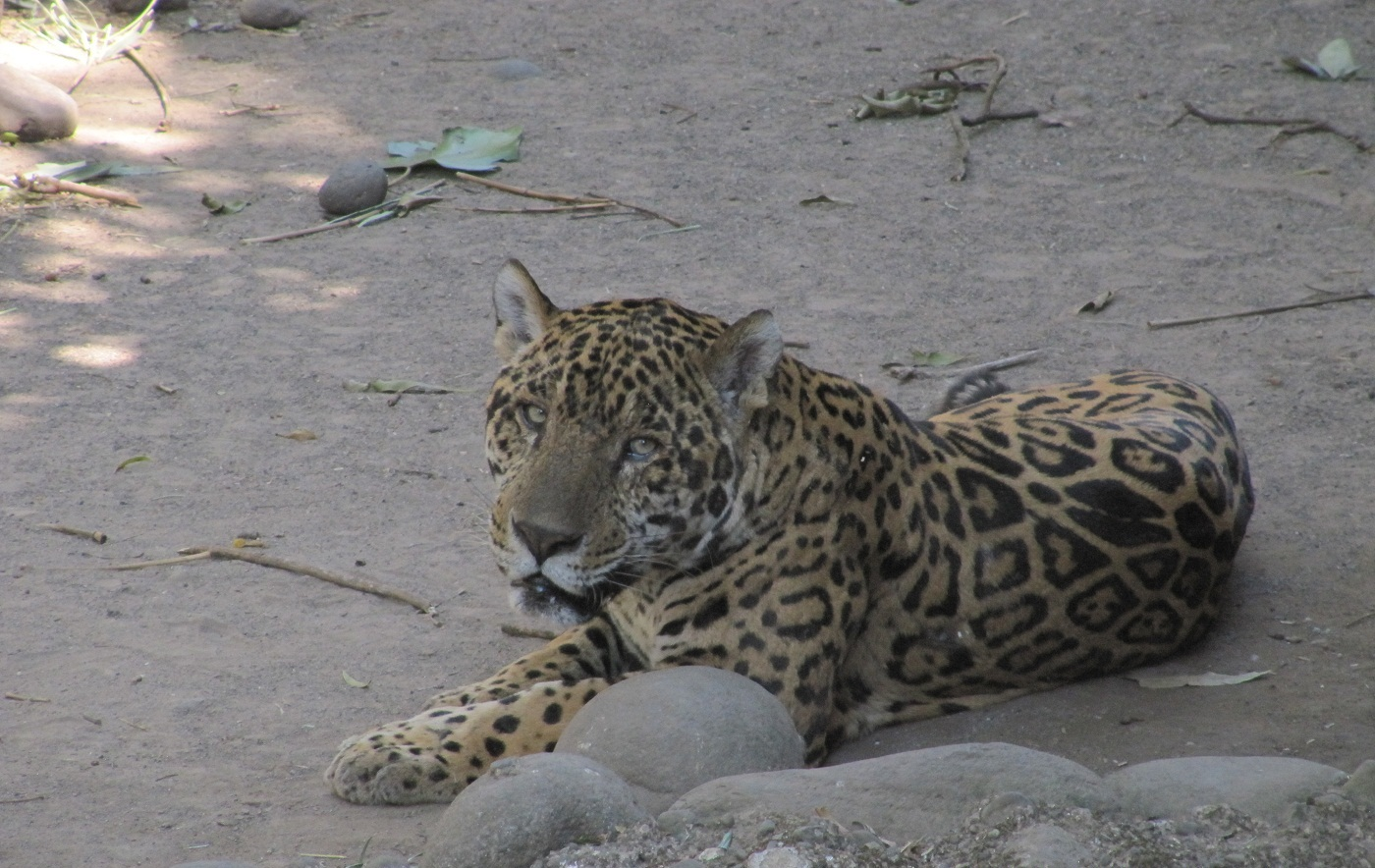
Jaguar

Die Auto Safari Chapín ist ein Safaripark, der sich in der Nähe von Escuintla im Departamento Escuintla in dem mittelamerikanischen Staat Guatemala befindet. Der Safaripark liegt ca. 60 Kilometer südlich der Landeshauptstadt Guatemala-Stadt.

## Geschichte
Im Jahr 1975 wurde von einigen Naturfreunden die Idee geboren, ein Reservat zu schaffen, um die bedrohte Tierwelt Guatemalas zu erhalten und durch Zuchten zu reproduzieren. Die ersten Tiere, die das Reservat bewohnten, waren einige Hirsche. Schon bald folgten Flusspferde. Auf eine vielseitige biologische Infrastruktur des Reservats wurde Wert gelegt und es wurden neben den Anlagen für Tiere auch parkartige Regionen mit ausgewählten Pflanzen und Bäumen angelegt. Seit dem 26. Januar 1980 ist das Reservat für die Öffentlichkeit zugänglich.
Die Mission des Safariparks ist es, die nationale Fauna zu schützen und die Bevölkerung über die Bedeutung des Zusammenlebens von Mensch und Tier aufzuklären. Dazu wird den Besuchern eine Vielzahl unterschiedlicher Bildungsprogramme angeboten.

## Tierbestand
Auf dem Safarigelände sind rund 100 Tier- sowie 70 Pflanzenarten zu sehen. Schwerpunkt ist die mittelamerikanische Fauna und Flora. Daneben werden außerdem Tiere anderer Kontinente gehalten. Beispielsweise gibt es großzügige Freianlagen für Flusspferde, Antilopen, Giraffen und Löwen. Die Arten sind in unterschiedliche Anlagenbereiche verteilt, wobei jeder Bereich an die Bedürfnisse seiner Bewohner angepasst ist. Viele der Tiere im Park wurden aus für sie kritischen Situationen gerettet, andere wurden von Zoos anderer Länder gespendet, die meisten wurden jedoch im Park geboren.

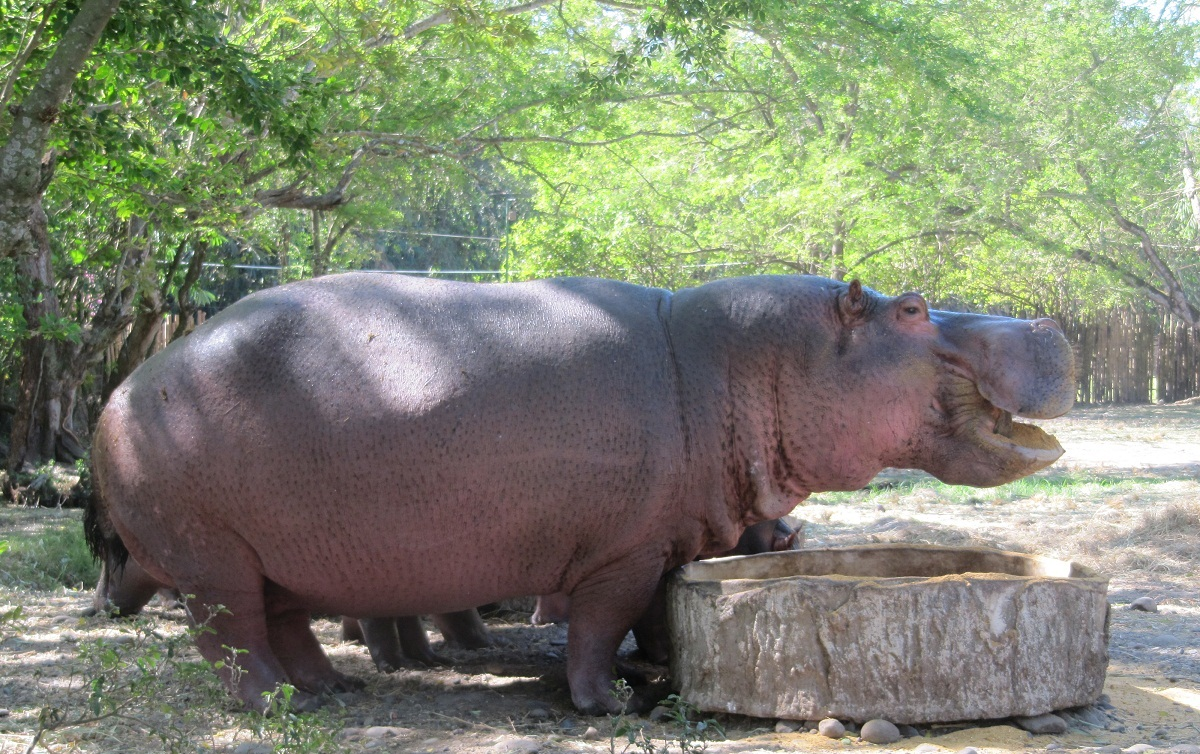
Flusspferd
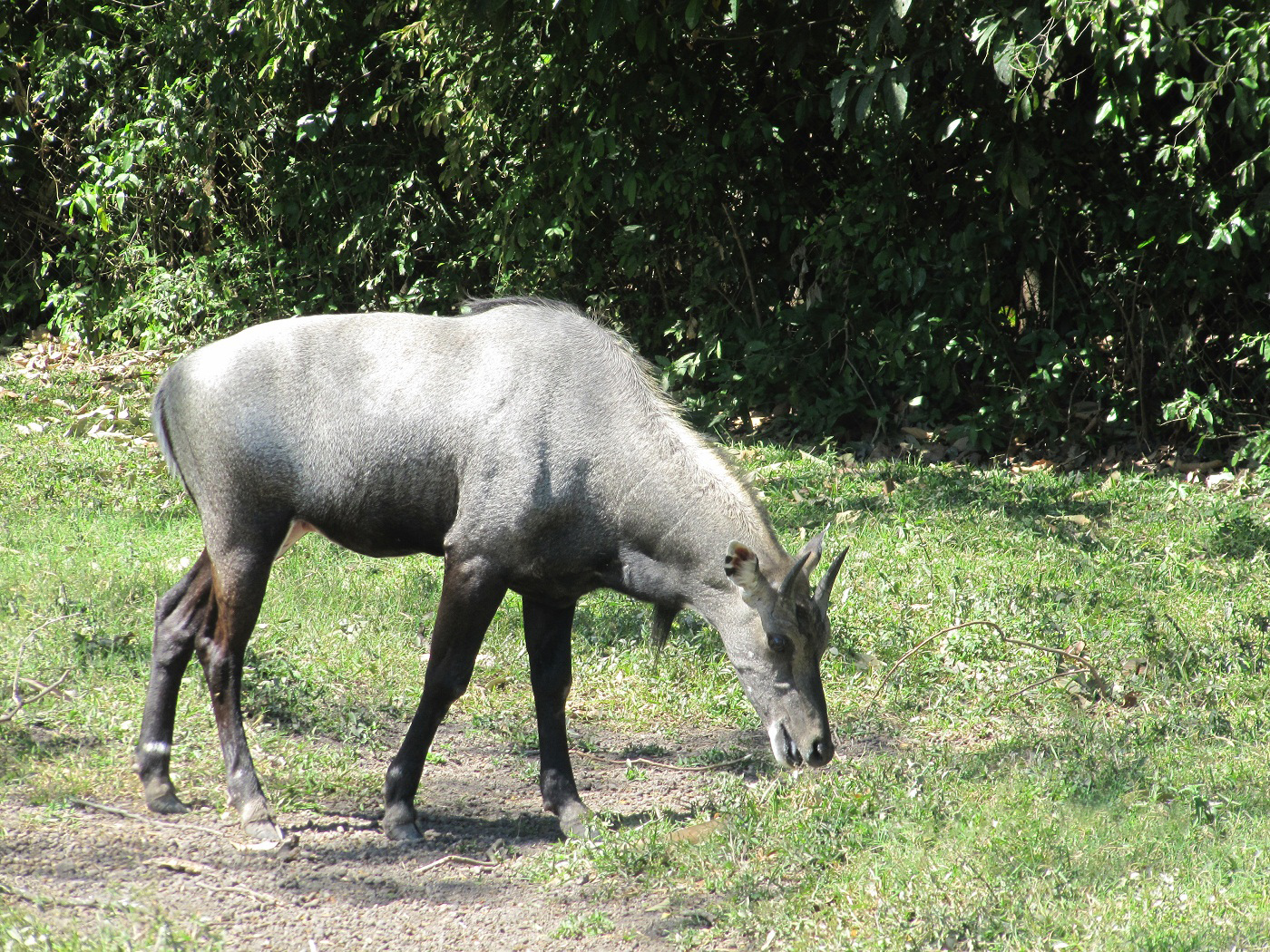
Nilgauantilope, Männchen
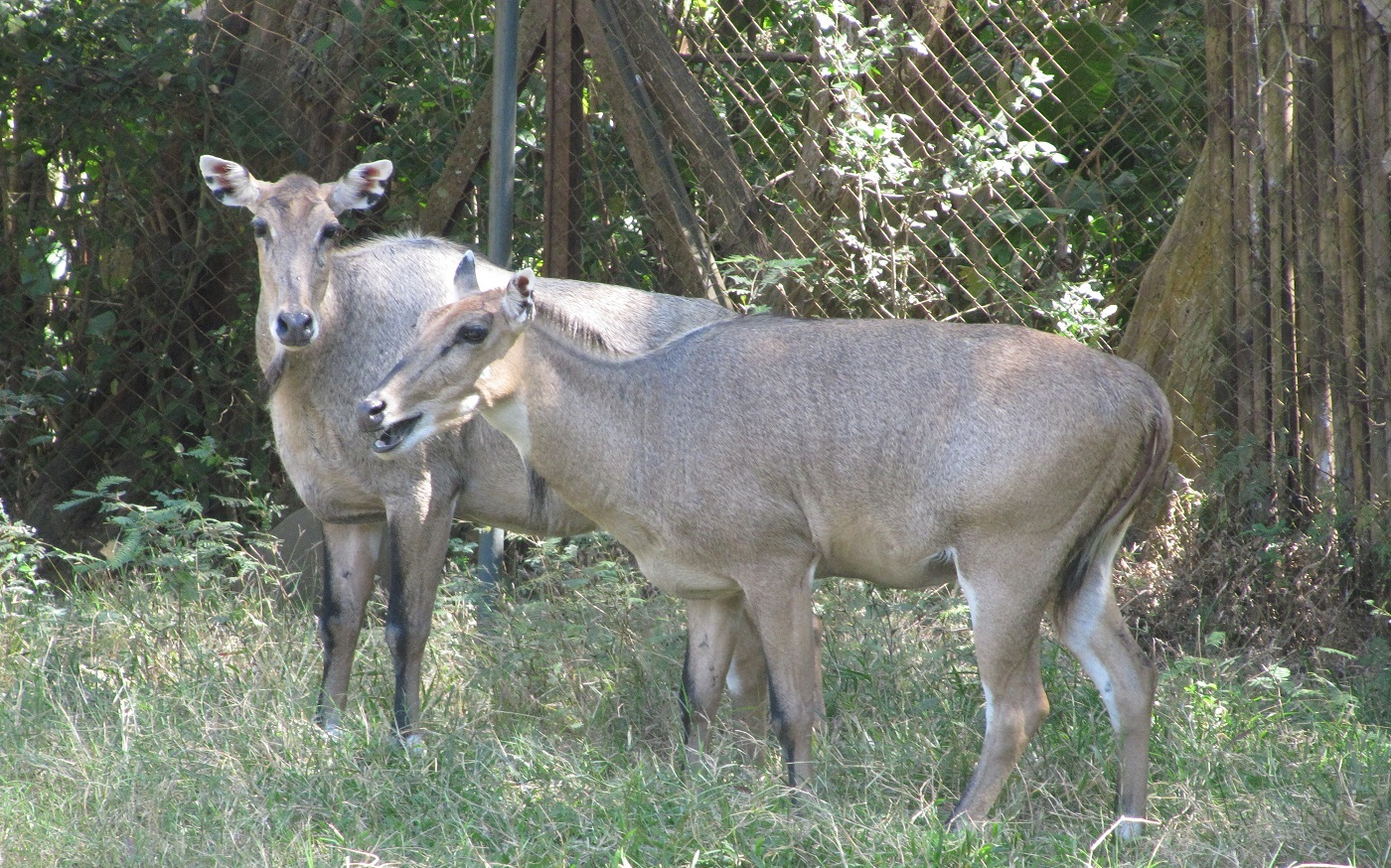
Nilgauantilopen, Weibchen

## Anlagenkonzept
Der Safaripark ist im Wesentlichen in drei Bereiche untergliedert:
- Der größte Bereich wird mit privaten Personenkraftwagen befahren und führt an mehreren Freianlagen entlang, teilweise auch direkt durch eine Freianlage. Aus den geschlossenen Fahrzeugen heraus können die Tiere dadurch aus nächster Nähe betrachtet werden.
- In der Nähe des Eingangs befindet sich ein Fußgängerbereich. Dort können die Besucher auf Spazierwegen an Freianlagen, Volieren und Gehegen entlang gehen und meist kleinere Tiere beobachten.
- Schließlich gibt es außerdem einen Erholungsbereich, der ein Schwimmbad, Bootsfahrtmöglichkeiten, einen Kinderspielplatz sowie Andenkenläden, Imbissstände und ein Restaurant enthält.[1]